# Torn Aether – Live Recordings 2013–2022
Torn Aether – wydana w 2024 roku kompilacja utworów polskiego zespołu black metalowego Mgła. Kompilacja zawiera nagrania koncertowe z lat 2013–2022 i każdy utwór pochodzi z innego koncertu.

## Lista utworów[2]
| Nr  | Tytuł utworu                                                 | Długość |
| --- | ------------------------------------------------------------ | ------- |
| 1.  | „Age of Excuse II (Live in Oberhausen 2021)”                 | 6:35    |
| 2.  | „Age of Excuse III (Live in Skopje 2019)”                    | 6:01    |
| 3.  | „With Hearts Toward None III (Live in Brussels 2013)”        | 7:07    |
| 4.  | „Mdłości II (Live in Los Angeles 2022)”                      | 3:48    |
| 5.  | „Exercises in Futility II (Live in London 2022)”             | 6:43    |
| 6.  | „With Hearts Toward None I (Live in Paris 2022)”             | 4:33    |
| 7.  | „Groza III (Live in Vilnius 2017)”                           | 05:39   |
| 8.  | „Exercises in Futility I (Live in London 2015)”              | 6:58    |
| 9.  | „Further Down the Nest II (Live in Wrocław 2019)”            | 6:12    |
| 10. | „Mdłości I (Live in Neustadt an der Orla 2013)”              | 5:59    |
| 11. | „Exercises in Futility III (Live in Warszawa 2017)”          | 4:38    |
| 12. | „With Hearts Toward None IV (Live in Arnhem 2013)”           | 5:13    |
| 13. | „Further Down the Nest I (Live in Munich 2016)”              | 4:32    |
| 14. | „Age of Excuse V (Live in Tampere 2022)”                     | 6:34    |
| 15. | „Age of Excuse IV (Live in Milton Keynes 2022)”              | 5:02    |
| 16. | „Exercises in Futility V (Live in Barcelona 2019)”           | 8:24    |
| 17. | „Age of Excuse VI (Live in Aarburg 2022)”                    | 7:42    |
| 18. | „Exercises in Futility IV (Live in Sundsvall 2022)”          | 4:40    |
| 19. | „With Hearts Toward None VII (Live in Toulouse 2019)”        | 9:08    |
| 20. | „Exercises in Futility VI (Live in Aleksandrów Łódzki 2021)” | 6:36    |
|     |                                                              | 2:02:04 |